# Luis Sardiñas
Luis Alexander Sardiñas Avilez (Upata, estado Bolívar, Venezuela, 16 de mayo de 1993) es un beisbolista profesional venezolano que juega en la posición Campocorto para los leones de Yucatán en la Liga mexicana de béisbol LMB y los Caribes de Anzoátegui en la LVBP.

## Carrera

### Texas Rangers
En 2009 Sardiñas firmó con los Texas Rangers como agente libre aficionado y en la temporada de 2013 empezó con los Myrtle Playa Pelicans en las Ligas Menores, luego subió a los Frisco RoughRiders durante la temporada.
Fue clasificado por MLB como uno de los 100 mejores prospecto en el béisbol antes de la temporada 2013 (número 84). Fue considerado por los Rangers como el segundo mejor prospecto de MLB.com durante la temporada 2013-2014.
El 19 de abril de 2014 los Rangers lo subieron a las Grandes Ligas. Hizo su debut en las ligas mayores al día siguiente.

### Milwaukee Brewers
El 19 de enero de 2015, los Rangers intercambiaron a Sardiñas, Corey Knebel, y Marcos Diplan con Milwaukee Brewers a cambio del lanzador Yovani Gallardo.

### Seattle Mariners
El 20 de noviembre de 2015, los Brewers intercambiaron a Sardiñas a los Seattle Mariners por Ramón Flores.

### En México
Sardiñas en la LMB fue transferido a los  Leones de Yucatán desde Los Mariachis de Guadalajara , Sardiñas llegó a reforzar a leones, dado que el equipo yucateco sufría durante la segunda vuelta de la temporada 2023, es cuando llega a tomar La posición de Parador en corto titular.

### En Venezuela
Sardiñas participa en Liga Venezolana de Béisbol Profesional desde la temporada 2013-2014 con los Tiburones de La Guaira donde tiene un promedio de por vida en la LVBP de .307 con 36 remolcadas y 35 anotadas, en 63 encuentros.
En 2018 fue traspasado a Caribes de Anzoátegui en cambio por el también infielder Ehire Adrianza. Es de hacer notar que también jugó en la temporada 2017-2018 con la escuadra oriental en calidad de refuerzo para la postemporada.